# Маассен, Фридрих

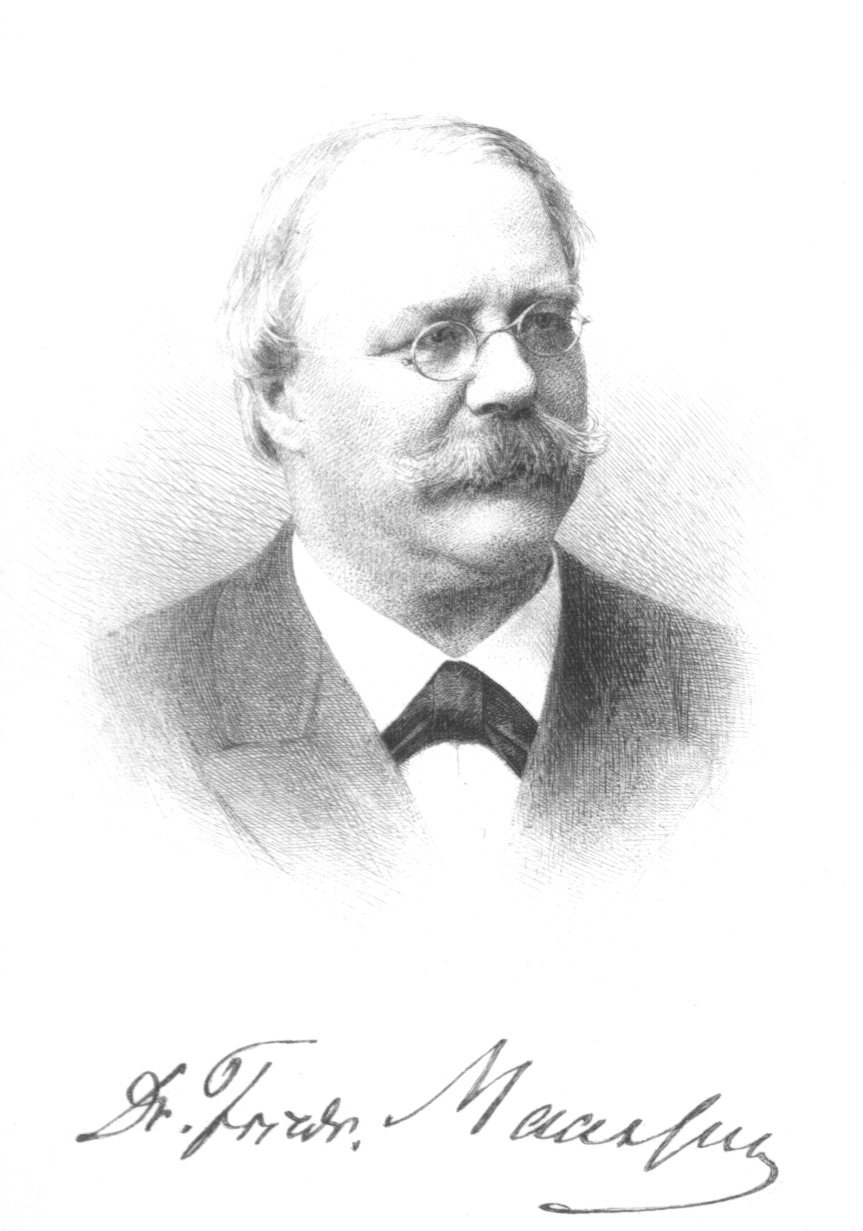
Фридрих Маассен

Фридрих Бернгард Христиан Маассен (нем. Friedrich Bernard Christian Maassen; 24 сентября 1823, Висмар — 9 апреля 1900, Вильтен) — австрийский юрист.
Был профессором в Инсбруке, Граце и Вене, член Австрийского имперского суда и палаты господ. Кроме капитального исследования об источниках канонического права («Geschichte der Quellen und Litteratur des canonischen Rechts im Abendlande bis zum Ausgange des Mitelalter», т. I, Грац, 1870), M. напеч.: «Der Primat des Bischofs von Rom» (Бонн, 1853), «Ueber die Gründe des Kampfes zwischen dem heidn.-röm. Staat und dem Christentum» (Вена, 1882) и др.
Общий интерес представляет для его времени работа «Neun Kapitel über freie Kirche und Gewissensfreiheit» (Грац, 1876; русский перевод с предисловием H. Суворова, Яросл., 1882), в котором Маассен намечает основные черты развития отношений между государством и церковью. Начала свободы церкви и свободы совести одинаково, по его мнению, обоснованы в самом существе христианства и находятся между собой во внутренней связи, настолько неразрывной, что признание и проведение одного из них обусловливается признанием и проведением второго.